# 普圖馬約河

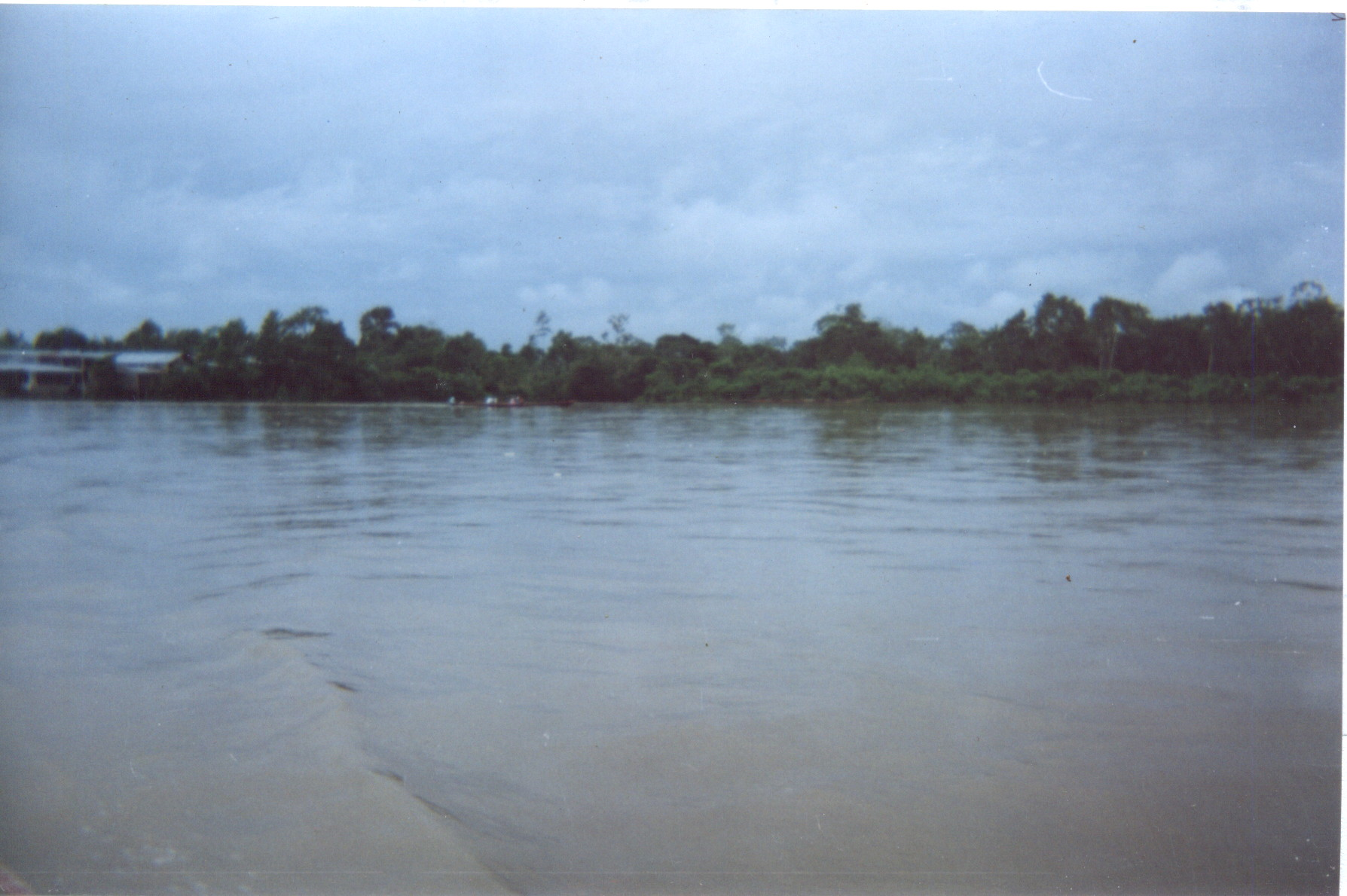
普圖馬約河

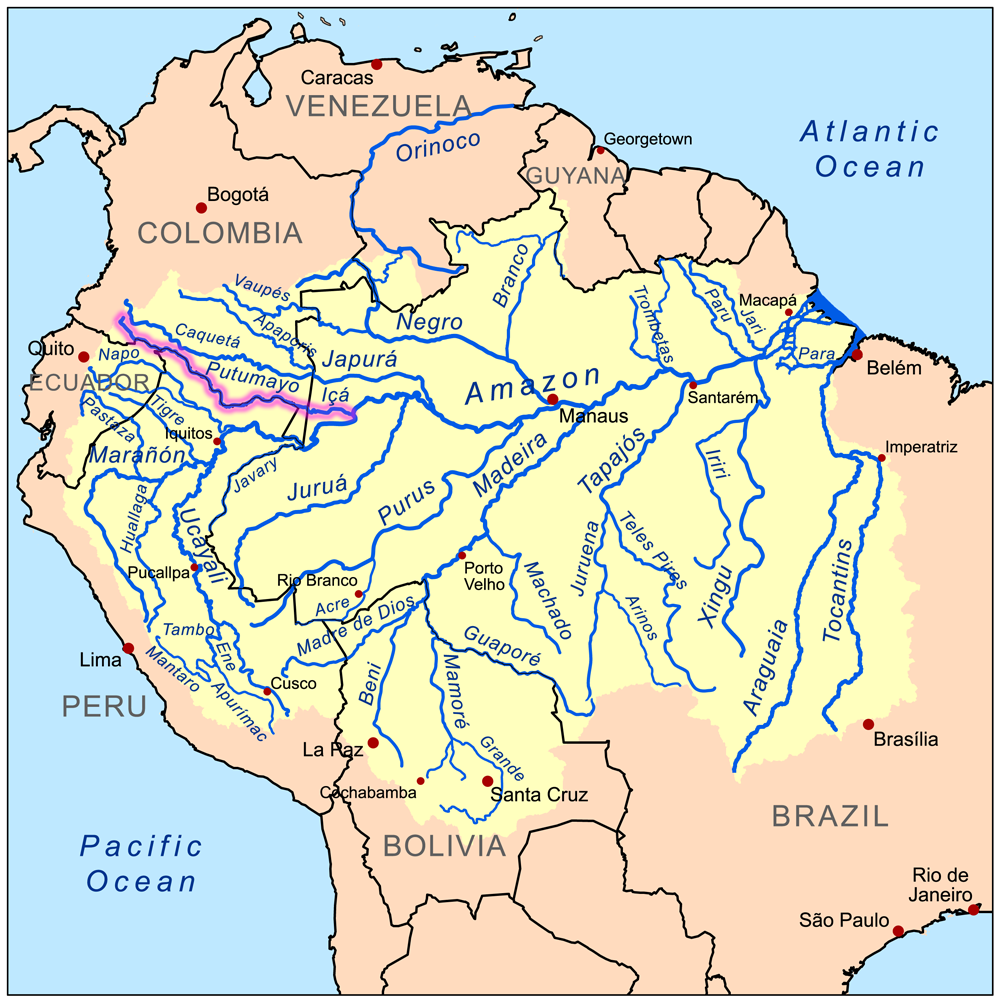
亞馬遜盆地（紫色為普圖馬約河）

普圖馬約河（西班牙語：Río Putumayo）是南美洲亞馬遜河的一條支流，成為哥倫比亞與厄瓜多爾或秘魯接壤的界線。
現時普圖馬約河是主要的航道，基本全部河道可通航。
普圖馬約河兩岸居民主要從事养牛業和橡膠貿易。